# El Protectorat
|  | Aquest article tracta sobre un antic estat. Si cerqueu un règim d'ocupació territorial, vegeu «Protectorat». |

En la història britànica El Protectorat és el nom amb el qual es coneix la Commonwealth d'Anglaterra, Escòcia i Irlanda sota el govern del Lord Protector.

## Antecedents
Abans de l'establiment del Protectorat, Anglaterra (i posteriorment Escòcia i Irlanda) havia estat governada directament pel Parlament des de la instauració de la Commonwealth d'Anglaterra el 1649. L'abril de 1653 el Parlament Romanent fou dissolt a la força per l'exèrcit d'Oliver Cromwell, impulsat per la percepció de la ineficàcia del seu imperi i la seva negativa a dissoldre's. A pesar de la substitució d'aquest parlament pel Parlament Barebons (juliol-desembre de 1653), aquest també fou dissolt pel seu difícil control.
A la seva dissolució el general John Lambert va presentar una nova Constitució coneguda com l'Instrument de Govern. Aquesta Constitució va nomenar Cromwell amb el títol vitalici de Lord Protector, esdevenint "el cap de la magistratura i de l'administració de govern". Per aquest càrrec tenia el poder de convocatòria i la dissolució dels parlaments, però l'obligació en el marc de la Constitució de buscar el vot de la majoria dels Consell d'Estat. No obstant això, el poder de Cromwell s'incrementà gràcies a la seva popularitat entre l'exèrcit per les seves gestes durant la Guerra Civil Anglesa. Cromwell va jurar com a Lord Protector el 15 de desembre de 1653.

## Etapes

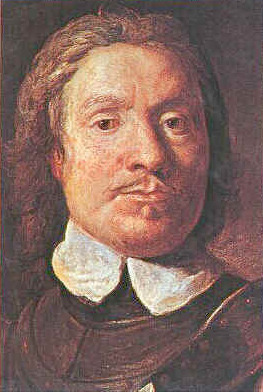
Oliver Cromwell

El 3 de setembre de 1654 instaurà el primer Parlament del Protectorat i, després d'alguns gestos d'aprovació inicial dels nomenaments anteriors realitzats per Cromwell, va començar a treballar en un programa moderat de la reforma constitucional. En oposar-se a un projecte de llei elaborat pel Parlament Cromwell el va dissoldre el 22 de gener de 1655. Després d'un aixecament dirigit per John Penruddock, lleialista a la corona, Cromwell (influenciat per Lambert) dividí Anglaterra en districtes governats per militars, els quals foren designats per ell mateix. Els generals no només van supervisar les forces de les milícies i la seguretat sinó que també recaptaven els impostos garantien el suport al govern.
El 17 de setembre de 1656 nomenà el segon Parlament del Protectorat, que es reuní en dues sessions però que fou novament abolit el 4 de febrer de 1658.

## Política exterior
Durant aquest període Cromwell aconseguí finalitzar la Primera Guerra anglo-holandesa, que havia esclatat l'any 1652, contra la República de les Set Províncies Unides gràcies a l'empenta empresa per l'almirall Robert Blake el 1654. Gràcies a aquesta victòria el comerç anglès aconseguí derrotar l'holandès i els britànics es convertiren en els líders mundials, i sent conscient el Lord Protector de l'ajuda prestada per la comunitat jueva va accedir a tenir una major tolerància en el culte privat i aconseguí el retorn els jueus 350 anys després de l'expulsió decretada per Eduard I d'Anglaterra.

## El paper de Cromwell

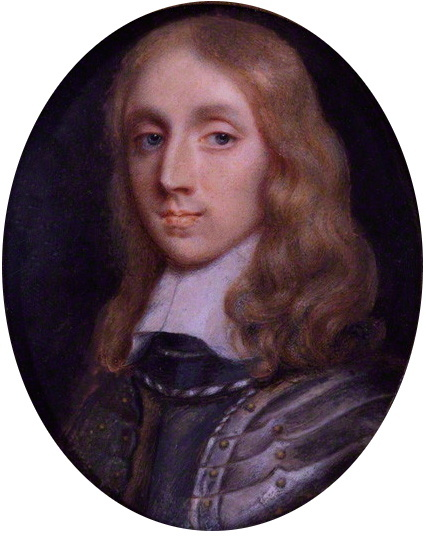
Richard Cromwell

Oliver Cromwell en el paper de Lord Protector es convertí en "rei d'una república" segons els historiadors actuals, sent realment un govern proper a la dictadura. A la seva mort, ocorreguda el 3 de setembre de 1658, fou succeït pel seu fill Richard Cromwell, però aquest no aconseguí prendre el control absolut del poder per estabilitzar el país, dimitint el maig de 1659.
Després d'una breu reinstauració de la Commonwealth d'Anglaterra, la monarquia anglesa fou restaurada el maig de 1660 per iniciativa del general George Monck.